# Piano en ville
Albums de William Sheller
Avatars
(2008) Stylus
(2015)
Piano en ville est le 8e album live de William Sheller sorti en décembre 2010, uniquement sur les plates-formes de téléchargement. Il comprend 6 chansons, au piano, dont une chanson inédite, Les Enfants du week-end. 

## Titres
| 1.    | Felix et moi                                   |  |
| 2.    | J'me gênerai pas pour dire que j't'aime encore |  |
| 3.    | Mon dieu que j'l'aime                          |  |
| 4.    | Les Enfants du week-end                        |  |
| 5.    | Chanson noble et sentimentale                  |  |
| 6.    | Chamber music                                  |  |
| 16:55 |                                                |  |